# Мужская сборная Сенегала по баскетболу
Мужская сборная Сенегала по баскетболу — национальная баскетбольная команда, представляющая Сенегал на международных баскетбольных соревнованиях. Управляется Федерацией баскетбола Сенегала (Fédération sénégalaise de basket-ball). Наравне с Нигерией и Анголой считается одной из лучших командой Африки, регулярный участник Чемпионата Африки. Сенегал — первая баскетбольная сборная с юга от Сахары, которая приняла участие на летних Олимпийских играх. Член ФИБА с 1962 года. Занимает 37-е место в мировом рейтинге ФИБА. Несколько сенегальцев приняло играли в НБА. Например: Десагана Диоп был выбран «Кливленд Кавальерс» 8-м номером на Драфте НБА 2001.

## Результаты
Сборная Сенегала принимала участие в различных международных соревнованиях, включая Олимпийские игры 1968, 1972 и 1980 годов, чемпионаты мира 1978, 1998, 2006 и 2014 годов, а также все чемпионаты Африки. Наибольших достижений сборная Анголы достигла в чемпионатах Африки: она выиграла 5 из 26 чемпионатов, впервые — в 1968, последний раз — в 1997 году. К тому же команда является победителем Панафриканских игр 1978 года.

### Олимпийские игры
- 1968: 15-е
- 1972: 15-е
- 1980: 11-е

### Чемпионаты мира
- 1978: 15-е
- 1998: 15-е
- 2006: 22-е
- 2014: 16-е
- 2019: 30-е

### Чемпионаты Африки
| - Египет 1962 : Не участвовала - Марокко 1964 : 5-е - Тунис 1965 : 4-е - Марокко 1968 : Золото - Египет 1970 : Серебро - Сенегал 1972 : Золото - ЦАР 1974 : Серебро - Египет 1975 : Серебро - Сенегал 1978 : Золото - Марокко 1980 : Золото | - Сомали 1981 : 5-е - Египет 1983 : Бронза - Кот д’Ивуар 1985 : 4-е - Тунис 1987 : 6-е - Ангола 1989 : Бронза - Египет 1992 : Серебро - Кения 1993 : Бронза - Алжир 1995 : Серебро - Сенегал 1997 : Золото - Ангола 1999 : 7-е | - Марокко 2001 : 7-е - Египет 2003 : 4-е - Алжир 2005 : Серебро - Ангола 2007 : 9-е - Ливия 2009 : 7-е - Мадагаскар 2011 : 5-е - Кот-д’Ивуар 2013 : Бронза - Тунис 2015 : 4-е - Сенегал/Тунис 2017 : Бронза |

## Текущий состав
| Перейти к шаблону «Состав сборной Сенегала по баскетболу» | Состав сборной Сенегала по баскетболу |  |

| Поз. | №  | Имя               | Дата рождения (возраст)   | Рост   | Клуб          |
| ---- | -- | ----------------- | ------------------------- | ------ | ------------- |
| ЛФ   | 1  | Морис Ндур        | 18 июня 1992 (32 года)    | 206 см | Валенсия      |
| ТФ   | 2  | Джибриль Тиам     | 6 июня 1986 (38 лет)      | 206 см | Этюаль        |
| РЗ   | 5  | Ксан Д’Альмейда   | 21 января 1983 (42 года)  | 183 см | Этюаль        |
| ТФ   | 7  | Пап Диоп          | 1 января 1996 (29 лет)    | 207 см | Калев         |
| РЗ   | 10 | Ламин Самб        | 15 декабря 1989 (35 лет)  | 196 см | Блуа          |
| ТФ   | 11 | Мухаммад Файе     | 14 сентября 1985 (39 лет) | 208 см | Црвена звезда |
| Ц    | 13 | Хамади Н’Диай     | 12 января 1987 (38 лет)   | 213 см | Гравлин       |
| Ц    | 15 | Юссу Ндой         | 15 июля 1991 (33 года)    | 213 см | Бурк          |
| АЗ   | 25 | Момар Ндой        | 13 июля 1995 (29 лет)     | 201 см | Виши          |
| ЛФ   | 28 | Ибраима Фалль-Фай | 10 января 1997 (28 лет)   | 206 см | Антверпен     |
| АЗ   | 31 | Бабакар Туре      | 14 ноября 1985 (39 лет)   | 205 см | Фрибур        |
| Ц    | 35 | Махтар Гей        | 7 января 1997 (28 лет)    | 208 см | УАБ Блэйзерс  |